# Asauhn Dixon-Tatum
Asauhn Antonio Dixon-Tatum (Indianapolis, 1º febbraio 1991) è un cestista statunitense.